# لوید (آرکانزاس)
لوید (به انگلیسی: Lloyd) یک منطقهٔ مسکونی در ایالات متحده آمریکا است که در شهرستان اشلی، آرکانزاس واقع شده‌است. لوید ۳۹٫۹۳ متر بالاتر از سطح دریا واقع شده‌است.